# Sean French (Schriftsteller)
Sean French (* 28. Mai 1959 in Bristol) ist ein englischer Journalist und Romanautor. Zusammen mit seiner Ehefrau Nicci Gerrard schreibt Sean French Kriminalromane und Thriller unter dem Pseudonym Nicci French.

## Kurzbiografie
Sean French wurde am 28. Mai 1959 in Bristol geboren. Sein Vater war der renommierte Filmkritiker Philip French. Er hat zwei Brüder und selbst drei Kinder zusammen mit seiner Ehefrau Nicci Gerrard.
Sean French studierte englische Literatur in Oxford und erzielte einen Abschluss mit Auszeichnung.